# Іщенко Юрій Петрович
Іщенко Юрій Петрович (нар. 27 березня 1943, ст. Чу, Джамбульська область, Казахстан) — живописець. З 1978 року член Національної спілки художників України (голова Черкаської обласної організації Спілки), Заслужений художник України (2003).

## З життєпису
Закінчив 1970 року Київський художній інститут (у С. О. Григор'єва, В. В. Шаталіна, К. Трохименка). Працює в галузі станкового монументального живопису. Серед тв.: «Земля» (1973), «Сім'я хлібороба» (1976—1978), «Весняна сівба» (1986), «Вільшанський мотив» (1989), «Похмуро» (1991), серії весняних, зимових пейзажів, натюрмортів з квітами (протягом 1980-97). Живе в Черкасах. Доцент кафедри дизайну Черкаського державного технологічного університету.
Нагороджений медалями, Почесною грамотою КМ України.